# Delecta
Delecta – marka branży spożywczej, należąca do grupy kapitałowej Bakalland, dawniej nazwa włocławskich zakładów spożywczych.
Pod marką Delecta sprzedawane są dania gotowe, zupy, desery (kisiele mleczne, kisiele owocowe, galaretki), ciasta gotowe, ciasta do samodzielnego przygotowania, dodatki do ciast, przyprawy oraz kawa zbożowa (Anatol i Kujawianka). Czołowym produktem marki Delecta jest ciasto i krem Karpatka oraz ciasto Krówka.

## Historia
Początki fabryki cykorii we Włocławku sięgają 1816 roku, kiedy to Ferdynand Bohm otrzymał wówczas w wieczystą dzierżawę działkę na terenie folwarku rządowego Zazamcze. Pobudowany tam zakład produkował kawy zbożowe z dodatkiem cykorii. Pierwotnie cykorię sprowadzano z zagranicy, później zaczęto uprawiać ją w okolicach Włocławka. Po roku 1881 oficjalna nazwa fabryki brzmiała: „Ferd. Bohm & Co. Fabryka Cykorji we Włocławku”. Początkowo zakład nie miał lokalnej konkurencji, w okresie późniejszym powstały jednak inne włocławskie firmy z tej samej branży – m.in. fabryka Markusa Kuczyńskiego, fabryka Morytza (Moritza) Lipszyca, fabryka braci Lewenstam (później przekształcona w spółkę Stella) oraz spółka ziemiańska Gleba.
ważniejsze wydarzenia:
- 1927 – powołano spółkę akcyjną Zjednoczone Fabryki Cykorii Ferdynand Bohm et Co i Gleba, znacznie poszerzył się asortyment oferowanych wyrobów, m.in. o budynie, proszek do pieczenia i cukier wanilinowy.
- 1945–1950 – po wojnie wznowiono produkcję (produkowano kawę zbożową, zupy w proszku i odżywki dla dzieci), znacjonalizowano i rozbudowano zakłady, w 1950 roku przyłączono do nich Stellę, powołując do życia przedsiębiorstwo państwowe Kujawskie Zakłady Kawy Zbożowej i Środków Odżywczych.
- 1951–1956 – na terenie zakładów wybudowano pierwszy w Polsce wydział produkcji waniliny.
- 1959 – zakłady przyjęły nazwę Kujawskich Zakładów Koncentratów Spożywczych i znacznie rozszerzyły swą ofertę, m.in. o konserwy mięsne, desery, przyprawy.
- 1972 – wprowadzono na rynek nowy produkt – paluszki słone (produkowane do 2009 roku).
- 1993 – proces transformacji gospodarczej kraju wymusił na KZKS decyzję o podjęciu prywatyzacji, w wyniku czego utworzona została spółka akcyjna Delecta, której współwłaścicielami zostali m.in. pracownicy.
- 1996 – spółka Delecta stała się częścią norweskiego koncernu Rieber & Son ASA.
- 2000 – spółka Delecta zakupiła fabrykę Anja Cake w Solcu Kujawskim, dzięki czemu oferta Delecty wzbogaciła się o ciasta gotowe.
- 2002 – fuzja z BigFish Gniewino (później King Oscar), spółka Delecta SA przyjmuje nazwę Rieber Foods Polska SA.
- 2009 – wydzielenie King Oscar Gniewino z Rieber Foods Polska SA, King Oscar staje się samodzielną firmą w ramach koncernu – King Oscar Polska.
- 2010 – Rieber Foods Polska SA sprzedaje zakład w Solcu Kujawskim.
- 2014 – przejęcie przez Bakalland (Innova Phoenix S.a.r.l. przejmuje kontrolę nad Rieber Foods Polska SA poprzez spółkę zależną, która łączy się z Bakalland). Spółka zmieniła nazwę na Delecta SA.
- 2015 – połączenie spółki Delecta SA z Bakalland SA. Nowo powstała spółka nazywa się Bakalland SA.